# Booyah (compañía)
Booyah era una empresa de entretenimiento móvil y web social. El equipo de desarrollo se inspiró en la experiencia de los juegos sociales y web de consumo, así como en estudios de entretenimiento como Blizzard Entertainment, Activision, EA e Insomniac Games. Booyah fue financiada por Accel Partners y Kleiner Perkins Caufield & Byers iFund.
Booyah tenía cinco juegos, todos apps, en producción: MyTown 2, la secuela de MyTown con una jugabilidad similar; MyTown Animals, un juego de localización con animales; No Zombies Allowed, un juego de construcción de ciudades donde los zombis atacan y hay que derrotarlos; Early Bird y su secuela, Early Bird and Friends. Booyah también tenía otros dos juegos que no estaban en producción: MyTown, un juego de localización disponible para iPhone y iPod Touch con más de 3,1 millones de usuarios; y Nightclub City, una app musical para Facebook con más de 7,9 millones de usuarios activos mensuales. Booyah también anunció InCrowd, una app diseñada para utilizar Facebook Places.
En marzo de 2014, Booyah cerró y su sitio web. Como resultado, todos los servidores de juegos se cerraron; todos los juegos creados por Booyah desaparecieron y no se lanzarán más.